# Marcelo Estigarribia
Marcelo Alejandro Estigarribia Balmori (ur. 21 września 1987 w Asunción) – paragwajski piłkarz występujący na pozycji pomocnika w paragwajskim klubie Cerro Porteño, do którego jest wypożyczony z Deportivo Maldonado. Wychowanek Unión Pacífico, w swojej karierze grał także w takich zespołach jak Sport Colombia, Le Mans FC, Newell’s Old Boys, Deportivo Maldonado, Juventus F.C., UC Sampdoria, Chievo oraz Atalanta BC. Były reprezentant Paragwaju. Posiada także obywatelstwo włoskie.